# Louise (film, 1950)
Pour les articles homonymes, voir Louise et Louisa.
Pour plus de détails, voir Fiche technique et Distribution.
Louise (Louisa) est un film américain réalisé par Alexander Hall, sorti en 1950.

## Synopsis
Grand-mère Louisa commence à fréquenter l'épicier Henry Hammond, au grand dam de son fils Hal et du reste de la famille. Pour aggraver les choses, le patron de Hal, M. Burnside, devient également un rival pour l'affection de Louisa.

## Fiche technique
- Titre : Louisa
- Réalisation : Alexander Hall
- Scénario : Stanley Roberts
- Photographie : Maury Gertsman
- Musique : Frank Skinner
- Pays d'origine :  États-Unis
- Format : Noir et blanc - 1,37:1 - Mono
- Genre : Comédie
- Date de sortie : 1950

## Distribution
- Ronald Reagan : Harold 'Hal' Norton
- Charles Coburn : Abel Burnside
- Ruth Hussey : Meg Norton
- Edmund Gwenn : Henry Hammond
- Spring Byington : Louisa Norton
- Piper Laurie : Cathy Norton
- Scotty Beckett : Jimmy Blake
- Jimmy Hunt : Chris Norton
- Connie Gilchrist : Gouvernante Gladys
- Martin Milner : Bob Stewart
- Terry Frost : Stacy Walker